# 克利福德·哈里森
克利福德·哈里森（英語：Clifford Harrison，1927年10月30日—1988年12月15日），生于马萨诸塞州，美国男子冰球运动员。他曾代表美国国家队参加1952年冬季奥林匹克运动会冰球比赛，获得一枚银牌。